# Заречье (Кривский сельсовет)
Заречье (бел. Зарэчча) — посёлок в Кривском сельсовете Буда-Кошелёвского района Гомельской области Белоруссии.

## География

### Расположение
В 18 км на юг от районного центра и железнодорожной станции Буда-Кошелёвская (на линии Жлобин — Гомель), 36 км от Гомеля.

## Транспортная сеть
Транспортные связи по просёлочной, затем автомобильной дороге Жлобин — Гомель. Планировка состоит из короткой, близкой к широтной ориентации улицы, застроенной деревянными домами усадебного типа.

## История
Основан в начале 1920-х годов переселенцами с соседних деревень на бывших помещичьих землях. В 1932 году жители деревни вступили в колхоз.

## Население

### Численность
- 2004 год — 13 хозяйств, 16 жителей.

### Динамика
- 2004 год — 13 хозяйств, 16 жителей.